# 琴平線
琴平線（日语：／ Kotohira sen */?）是連接香川県高松市高松築港車站至香川縣仲多度郡琴平町琴電琴平車站的鐵路路線，由高松琴平電氣鐵道經營，此段路線為高松琴平電氣鐵道所經營三條鐵路路線中，距離最長，運送量最大的一條路線。
其中由於瓦町車站為高松琴平電氣鐵道鐵路網的轉乘車站，因此在瓦町車至至高松築港車站之間的路段也會被稱為築港線。

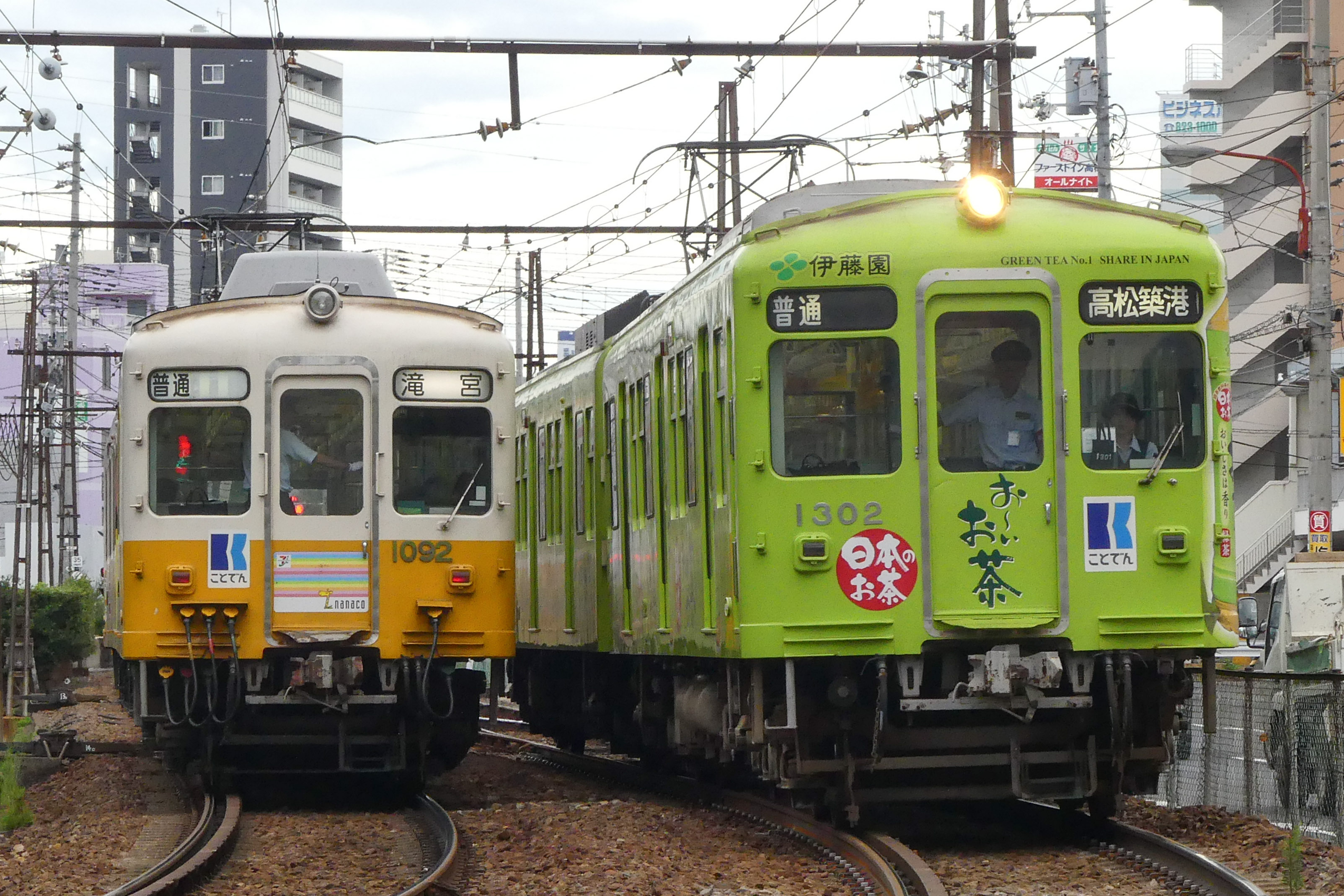
高松築港站至片原町站間的琴電1080型電車與琴電1300型電車（2018年9月）

## 概要
琴平線最初是由高松琴平電氣鐵道公司的前身之一「琴平電鐵」所經營路的鐵路路線，是為了爭取前往金刀比羅宮參拜旅客所規劃，於1926年開始營運。但在競爭最激烈時，曾經同時有多達四條鐵路可以分別從高松、坂出、多度津、丸龜前往琴平，經營業者包括：日本國有鐵道、琴平電鐵、琴平參宮電鐵、琴平急行電鐵線四家公司，而在琴平也就同時有琴平車站、琴電琴平車站、琴參琴平車站、琴急琴平車站四個鐵路車站。不過最終也只有繼承國鐵的四國旅客鐵道（JR四國）土讃線及本路線留存下來。
直至2020年前，全線僅在高松築港車站至栗林公園之間路段為複線鐵路，早於2000年代初，高松市政府在遠期城市規劃中，已規劃將複線路段延伸至佛生山站，實際上在佛生山車站至一宮車站之間的路段也已經預留可供日後改為複線化使用之土地；但香川縣政府基於財政壓力原因，直到2016年才通過此案，太田車站至三條車站之間的複線化工程也已於2020年11月完成啟用，同時也在此路段新設伏石站，而後續太田車站至佛生山車站之間路段的複線化工程仍在規劃中。
過去在1998年也曾通過將高松築港車站至栗林公園車站之間2.6公里的路段改為高架化，但旋即遭遇日本泡沫經濟，鐵路公司高松琴平電氣鐵道也在此時被波及而破產，因此此高架計畫最終在2005年因合約履行期限屆滿而失效。現時，位於高松築港—瓦町之間的路段，在早上繁忙時段有多達每小時13對列車駛經，為附近路面帶來極沉重的交通壓力。目前全線也僅有在跨域高松東道路的路段為高架。

### 路線資料
- 路線距離（營業距離）：32.9公里
- 軌距：1435毫米
- 站數：23個（包括起終點站）
- 複線路段：高松築港－栗林公園、三條－太田間
- 電氣化路段：全線（直流電1500V）
- 保安設備：琴電形ATS
- 閉塞方式：自動閉塞式
- 車輛基地：佛生山車輛所（日语：仏生山工場）（最近站、佛生山站）
- 最大連結車輛數：4輛
- 最高速度：85公里/小時[4]

## 運行方式
在1958年的全盛時期，曾經開設急行列車「金毘羅號」（こんぴら号），但隨著汽車的普及所造成乘客的減少，在1967年3月取消了急行列車，改成準急行列車（停靠高松築港車站至岡本車站之間所有車站，之後只停瀧宮車站、琴電琴平車站）；但最終在1991年3月16日後改為現在的普通列車，所有列車全線每個站都會停靠。
在白天時間高松築港車站至一宮車站之間為每15分一班車，一宮車站至琴電琴平車站之間為30分一班車，平日繁忙時間則增設高松築港～佛生山的區間車，及把部份往一宮的班次延長至瀧宮站。

## 歷史
最初全線是規劃沿著琴平街道興建，但後來為了發展佛生山地区，才將路線繞至佛生山。
- 1926年12月21日：琴平電鐵栗林公園站至瀧宮站之間路段開始營運[5]，最初全線電壓為1500V。
- 1927年3月15日：瀧宮站至琴平站（現琴電琴平站）之間路段開始營運[6]。
- 1927年4月22日：高松站（現在的瓦町站）至栗林公園站之間路段開始營運[7]。
- 1941年8月：高松站改名為「琴電高松」站。
- 1942年：琴平站改名為「琴電琴平」站。
- 1943年11月1日：琴平電鐵與讚岐電鐵、高松電氣軌道合併為「高松琴平電氣鐵道」。
- 1948年：

- 2月18日：築港線片原町站至琴電高松站之路段開始營運。
- 12月26日：築港線築港站（現在的高松築港站的臨時站）至片原町站之間路段開始營運。

- 1949年5月11日：築港線築港站至琴電高松站之間改為複線鐵路。
- 1953年10月20日：築港線改為單線並列，同時築港線電壓改為600V 。
- 1954年1月1日：築港站改名為「高松築港站」，琴電高松站改名為「瓦町站」。
- 1955年9月10日 高松築港站由臨時站改為正式車站。
- 1956年3月1日：新設三條站。
- 1958年3月1日：開設陶信號場，開始運行急行列車。
- 1966年8月2日：築港線電壓改為1500V。
- 1967年

- 4月1日：取消急行列車。
- 5月21日：築港線改回為複線鐵路。

- 1978年2月17日：設置ATS。
- 1991年3月：陶站設置交換設備，取消陶信號場。
- 1996年2月21日：瓦町站及其新車站大樓完工。
- 2004年7月2日：栗林公園站新站房完工。
- 2006年7月29日：新設空港通站。
- 2007年12月9日：三條站至太田站之間國道11號高松東道路前後路段改為高架化。
- 2013年12月15日：新設綾川站[8]。
- 2020年11月1日：三條站至太田站之間路段完成複線化工程。
- 2020年11月28日：新設伏石站[9]。

## 車站列表
- 全部車站皆位於香川縣。
- 有*記號為有人車站

| 車站編號 | 中文站名                | 日文站名 | 英文站名 | 站間距離 | 營業距離 | 接續路線、備註                                                 | 軌道 | 所在地         |
| -------- | ----------------------- | -------- | -------- | -------- | -------- | -------------------------------------------------------------- | ---- | -------------- |
| K00      | 高松築港*               |          |          | -        | 0.0      | 四國旅客鐵道：高德線、予讚線（瀨戶大橋線）（高松站：徒步聯絡） | ∥    | 高松市         |
| K01      | 片原町*                 |          |          | 0.9      | 0.9      |                                                                | ∥    | 高松市         |
| K02      | 瓦町* （瓦町FLAG）      |          |          | 0.8      | 1.7      | 高松琴平電氣鐵道：長尾線（N02）、志度線（S00）                 | ∥    | 高松市         |
| K03      | 栗林公園*               |          |          | 1.2      | 2.9      |                                                                | ∨    | 高松市         |
| K04      | 三條*                   |          |          | 1.0      | 3.9      |                                                                | ∧    | 高松市         |
| K04A     | 伏石*                   |          |          | 1.1      | 5.0      |                                                                | ∥    | 高松市         |
| K05      | 太田*                   |          |          | 1.2      | 6.2      |                                                                | ∨    | 高松市         |
| K05A     | 多肥                    |          |          |          |          | 預計2026年度開業                                               |      | 高松市         |
| K06      | 佛生山*                 |          |          | 1.8      | 8.0      |                                                                | ◇    | 高松市         |
| K07      | 空港通                  |          |          | 1.0      | 9.0      |                                                                | ｜   | 高松市         |
| K08      | 一宮*                   |          |          | 1.0      | 10.0     |                                                                | ◇    | 高松市         |
| K09      | 圓座                    |          |          | 1.2      | 11.2     |                                                                | ｜   | 高松市         |
| K10      | 岡本                    |          |          | 2.6      | 13.8     |                                                                | ◇    | 高松市         |
| K11      | 插頭丘                  |          |          | 1.2      | 15.0     |                                                                | ｜   | 綾歌郡綾川町   |
| K12      | 畑田                    |          |          | 0.8      | 15.8     |                                                                | ｜   | 綾歌郡綾川町   |
| K13      | 陶                      |          |          | 2.5      | 18.3     |                                                                | ◇    | 綾歌郡綾川町   |
| K14      | 綾川* （AEON MALL綾川） |          |          | 1.5      | 19.8     |                                                                | ｜   | 綾歌郡綾川町   |
| K15      | 瀧宮                    |          |          | 0.9      | 20.7     |                                                                | ◇    | 綾歌郡綾川町   |
| K16      | 羽床                    |          |          | 2.1      | 22.8     |                                                                | ｜   | 綾歌郡綾川町   |
| K17      | 栗熊                    |          |          | 1.8      | 24.6     |                                                                | ｜   | 丸龜市         |
| K18      | 岡田                    |          |          | 2.6      | 27.2     |                                                                | ◇    | 丸龜市         |
| K19      | 羽間                    |          |          | 1.9      | 29.1     |                                                                | ◇    | 仲多度郡滿濃町 |
| K20      | 榎井                    |          |          | 2.5      | 31.6     |                                                                | ｜   | 仲多度郡琴平町 |
| K21      | 琴電琴平*               |          |          | 1.3      | 32.9     | 四國旅客鐵道：土讚線（琴平：徒步聯絡）                         | ∧    | 仲多度郡琴平町 |

### 過去曾經可接續的路線
- 佛生山車站：鹽江線（日语：琴平電鉄塩江線）：於1941年5月10日停止營運。
- 琴電琴平車站：
  - 琴平急行電鐵線（琴急琴平車站 ）：於1944年1月停止營運。
  - 琴平參宮電鐵（日语：琴平参宮電鉄）（琴参琴平車站）： 於1963年9月15日停止營運 。

## 使用車輛
現時本線共編配20列2輛編成的列車，共40節車廂（2019年4月）。全部均設有冷氣，並因應情況，可併結為4輛編成的列車。
- 600型（日语：高松琴平電気鉄道600形電車）：2列4輛，原名古屋市營地下鐵250型（日语：名古屋市交通局100形電車#250形）及1000型（日语：名古屋市交通局1000形電車）
- 1070型（日语：高松琴平電気鉄道1070形電車）：2列4輛，原京濱急行電鐵600型 (2代)（日语：京急700形電車 (初代)）
- 1080型（日语：高松琴平電気鉄道1080形電車）：5列10輛，原京濱急行電鐵1000型 (初代)
- 1100型（日语：高松琴平電気鉄道1100形電車）：4列8輛，原京王電鐵5000系 (初代)（日语：京王5000系電車 (初代)）
- 1300型（日语：高松琴平電気鉄道1200形電車）：7列14輛，原京濱急行電鐵700型 (2代)（日语：京急700形電車 (2代)）